# Onitis similis
Onitis similis är en skalbaggsart som beskrevs av Felsche 1911. Onitis similis ingår i släktet Onitis och familjen bladhorningar. Inga underarter finns listade i Catalogue of Life.